# Чжао Жугуа
Чжао Жугуа (*赵汝适, 1170 —1228) — китайський географ та державний службовець часів династії Сун. Чжао Жугуа не подорожував за межі Китаю, проте систематизував чужі нотатки про інші країни.

## Життєпис
Походив з імператорської роду Чжао з династії Сун. Був нащадком другого сунського імператора Тай-цзуна у восьмому поколінні. У 1196 році склав державні іспити і отримав вищий вчений ступінь цзіньши, що давав можливість отримання високих державних посад. У 1201 році призначений на посаду судді м. Сянтань. У 1217 році він посідав посаду футун пань — заступника начальника області Ліньань. З кінця 1224 року в найбільшому портовому місті Цюаньчжоу (провінція Фуцзянь) Чжао Жугуа займав найвищу посаду інспектора (тіцзюй) в Управлінні «Торгових кораблів» (шібоси). Ймовірно він і помер на цій посаді у 1228 році.

## Творчість
Найвідомішим його твором є «Чжуфань чжи» («Опис усього іноземного»), який було завершено у 1225 році. Його присвячено країнам і народам Азії, розташованим на схід, південь, південний схід і південний захід від Китаю. Він є також найбільш істотним джерелом з історії низки країн Східної, Південно-Східної, Південної, Західної Азії, Північної та Східної Африки, Європи наприкінці XII — початку XIII в.
Складається з двох частин: цзюань I — « Опис країн» — чжиго; цзюань II — «Опис товарів» — чжиу. Кожен цзюань розділений на розділи. «Опис країн» включає 45 розділів. Назва розділу відповідає назві країни, яка в ньому описана; в окремих випадках він доповнений описом підвладних країн або уривком з більш раннього джерела. Усього в цих 45 розділах описано 59 різних країн. У праці кілька послідовно розташованих розділів, що присвячені опису країн одного географічного району земної кулі.